# Green Lake (Wisconsin)
Green Lake es una ciudad ubicada en el condado de Green Lake en el estado estadounidense de Wisconsin. En el Censo de 2010 tenía una población de 960 habitantes y una densidad poblacional de 179,67 personas por km².

## Geografía
Green Lake se encuentra ubicada en las coordenadas 43°50′31″N 88°57′28″O / 43.84194, -88.95778. Según la Oficina del Censo de los Estados Unidos, Green Lake tiene una superficie total de 5.34 km², de la cual 4.64 km² corresponden a tierra firme y (13.18%) 0.7 km² es agua.

## Demografía
Según el censo de 2010, había 960 personas residiendo en Green Lake. La densidad de población era de 179,67 hab./km². De los 960 habitantes, Green Lake estaba compuesto por el 98.75% blancos, el 0.21% eran afroamericanos, el 0.21% eran amerindios, el 0.31% eran asiáticos, el 0% eran isleños del Pacífico, el 0.1% eran de otras razas y el 0.42% pertenecían a dos o más razas. Del total de la población el 1.88% eran hispanos o latinos de cualquier raza.